# Louis-Auguste Sabatier
Louis-Auguste Sabatier (Vallon-Pont-d'Arc, 1839 – Parigi, 1901) è stato un teologo francese.
Studiò alla facoltà teologica protestante di Montauban, dopodiché ai trasferì a Tubinga e poi a Heidelberg. Tenne il pastorato ad Aubenas dal 1864 al 1868, dunque passò ad insegnare teologia a Strasburgo. Durante la guerra franco-prussiana simpatizzò per i francesi e nel 1872 fu per questo scacciato da Strasburgo. Si stabilì dunque a Parigi, dove ottenne la cattedra alla Sorbona.